# Erland
Erland est un prénom masculin scandinave dérivé du vieux norrois Erlandr, formé des éléments eir « protection, paix, calme », ou herr « armée », et land « terre, pays ». Dans les pays nordiques, il est surtout porté en Suède mais se rencontre également en Norvège et au Danemark. Sa variante norvégienne est Erlend ; sa variante islandaise est Erlendur.
Le prénom Erland est à l'origine du patronyme suédois Erlandsson et du patronyme dano-norvégien Erlandsen, signifiant « Fils d'Erland ».

## Personnalités portant ce prénom
- Erland Almkvist (1912–1999), skipper suédois ;
- Erland Johnsen (né en 1967), footballeur norvégien ;
- Erland Josephson (1923–2012), acteur suédois ;
- Erland Nordenskiöld (1877–1932), anthropologue et archéologue suédois ;
- Erland Pison (né en 1974), homme politique belge ;
- Erland Samuel Bring (1736–1798), mathématicien suédois ;
- Erland van Lidth de Jeude (1953–1987), acteur américain ;
- Erland von Koch (1910–2009), compositeur suédois.
- Pour l'ensemble des articles sur les personnes portant ce prénom, consulter :
  - la liste des articles dont le titre commence par ce prénom
  - les listes produites par Wikidata : Liste des personnes de prénom « Erland » — même liste en incluant les éventuels prénoms composés qui contiennent « Erland ».

## Variante Erlend
- Erlend Bjøntegaard (né en 1990), biathlète norvégien ;
- Erlend Blikra (né en 1997), coureur cycliste norvégien ;
- Erlend Caspersen (né en 1982), guitariste norvégien ;
- Erlend Hanstveit (né en 1981), joueur de football norvégien ;
- Erlend Haraldsson (mort en 1156), co-comte des Orcades entre 1154 et 1156 ;
- Erlend Loe (né en 1969), écrivain norvégien ;
- Erlend Mamelund (né en 1984), handballeur norvégien ;
- Erlend Øye (né en 1975), musicien et chanteur norvégien :
- Erlend Thorfinnsson (mort vers 1099), co-comte des Orcades entre 1065 et 1098.
- Pour l'ensemble des articles sur les personnes portant ce prénom, consulter :
  - la liste des articles dont le titre commence par ce prénom
  - les listes produites par Wikidata : Liste des personnes de prénom « Erland » — même liste en incluant les éventuels prénoms composés qui contiennent « Erland ».

## Patronyme
Erland est un nom de famille  notamment porté par :

- Cynthia Erland, actrice américaine.